# 上野東急
上野東急（うえのとうきゅう・1957年1月19日開業 - 2012年4月30日閉館）は、東京都台東区上野で東急レクリエーションが運営していた映画館である。
「TOP&カード提示割引」の加盟店でもあった。

## 概要・来歴
上野東急は1957年1月19日にオープン。こけら落としは『十人のならず者』（ランドルフ・スコット主演）。1966年8月1日に株式会社東急文化会館に合併、さらに同年11月1日には新日本興業株式会社（後に東急レクリエーションに改称）に吸収合併された。
1977年8月6日、『宇宙戦艦ヤマト』（舛田利雄監督）が封切。後にアニメ監督となる難波日登志は、出身地の新潟県から上野東急まで行って観賞したことを自身のツイッターで明かしている。
1981年10月18日より休館した後、1982年12月4日に地上6階建ての「上野とうきゅうビル」に建て替えられ、1階に東映系封切館の「上野東映」、3階に洋画ロードショー館の「上野東急」が入り、2スクリーン体制となる。改築後の第一作として封切られた『E.T.』（スティーヴン・スピルバーグ監督）は驚異的な大ヒットとなった。
1998年3月には上野東映を「上野東急2」に改称し、東映の封切館から松竹・東急系の洋画ロードショー館へと転向した。
しかし2003年8月31日に上野東宝劇場・上野宝塚劇場が、2006年5月14日に上野セントラルが閉館すると、番組編成のフリー化が進むようになり、東急が丸の内ルーブル・丸の内ピカデリー系を、東急2がTOHOシネマズ日劇系の作品を主に上映するようになる。さらに錦糸町や亀有などの近隣地域にあるシネマコンプレックスに客足を奪われたことも逆風となり、2012年1月30日に同年4月末での閉館を発表。同年4月30日午後8時40分終映の『バトルシップ』（ピーター・バーグ監督）を最後に55年の歴史に幕を閉じた。同じ上野とうきゅうビルの5階と6階に入っていた「ラドン&サウナ 東泉」も翌日5月1日の営業をもって閉店している。
跡地は同年10月末、東急電鉄に約13億円で売却され、解体後にマンションを建設する予定とされていたが、2016年3月1日、「アパホテル京成上野駅前」がグランドオープンし、現在に至る。また上野東急閉館後、2017年11月4日にTOHOシネマズ上野（上野フロンティアタワー内）がオープンするまでは、上野方面の映画館は成人映画館の上野オークラ劇場のみとなっていた。

## データ
- 所在地：東京都台東区上野2丁目14-26（現況は「アパホテル京成上野駅前」[4]）
- 観客定員数（閉館時）
  - 上野東急（3階）：206席
  - 上野東急2（1階）：234席

### ツイート
1. ↑  難波日登志 [@namimi_sanjyo] (19 November 2011). “ヤマトの一作目の映画は、初日にわざわざ上京し上野東急映画館前に並んだ経験があるんだよね〜w”. X（旧Twitter）より2021年1月15日閲覧.
2. ↑  ロビンソンズ 北澤ひとし [@kitazawa1104] (1 May 2012). “昨日をもちまして、15年間バイトし続けた映画館「上野東急」が閉館致しました。”. X（旧Twitter）より2021年1月15日閲覧.